# فرودگاه منطقه‌ای نورث‌وست (تگزاس)
 فرودگاه منطقه‌ای نورث‌وست (تگزاس) (به انگلیسی: Northwest Regional Airport (Texas)) یک فرودگاه همگانی (خصوصی Ownership) با کد یاتا 52F است که یک باند فرود آسفالت دارد و طول باند آن ۱۰۶۷ متر است. این فرودگاه در شهر رنک، تگزاس کشور ایالات متحده آمریکا قرار دارد و در ارتفاع ۱۹۶ متری از سطح دریا واقع شده است.